# Alto Yemen
L'Alto Yemen (in arabo اليمن العليا‎? ) e il Basso Yemen sono le regioni tradizionali delle montagne degli altopiani nordoccidentali dello Yemen.  Altopiani settentrionali e Altopiani meridionali sono termini più comunemente usati attualmente. Le montagne Sumara appena a sud della città di Yarim indicano i confini delle due regioni. Queste due regioni tradizionali coincidono anche con le zone ecologiche di Gourchenour e Obermeyer. L'Alto Yemen è la patria dei praticanti della setta islamica dello Zaydismo e gli abitanti della regione sono talvolta indicati con quel nome. I principali centri urbani includono Dhamar, Hajjah e la capitale yemenita di Sanaa.